# Circuit de la Sarthe 2014
Il Circuit de la Sarthe 2014, sessantaduesima edizione della corsa, si svolse dall'8 all'11 aprile su un percorso di 673 km ripartiti in 4 tappe (la seconda suddivisa in due semitappe), con partenza a Saint-Jean-de-Monts e arrivo a La Ferte-Bernard. Fu vinto dal lituano Ramūnas Navardauskas della Garmin-Sharp davanti all'australiano Rohan Dennis e al francese Julien Simon.

## Tappe
| Tappa  | Data      | Percorso                            | km    | Vincitore di tappa   | Leader cl. generale  |
| ------ | --------- | ----------------------------------- | ----- | -------------------- | -------------------- |
| 1ª     | 8 aprile  | Saint-Jean-de-Monts > Saint-Gereon  | 197,2 | Nacer Bouhanni       | Nacer Bouhanni       |
| 2ª-1ª  | 9 aprile  | Ancenis > Angers                    | 88,3  | Jonas Ahlstrand      | Nacer Bouhanni       |
| 2ª-2ª  | 9 aprile  | Angers > Angers (cron. individuale) | 6,8   | Alex Dowsett         | Alex Dowsett         |
| 3ª     | 10 aprile | Angers > Pré-en-Pail                | 196,2 | Ramūnas Navardauskas | Ramūnas Navardauskas |
| 4ª     | 11 aprile | Abbaye de l'Epau > La Ferte-Bernard | 184,8 | Axel Domont          | Ramūnas Navardauskas |
| Totale | Totale    | Totale                              | 673   |                      |                      |

## Dettagli delle tappe

### 1ª tappa
- 8 aprile: Saint-Jean-de-Monts > Saint-Gereon – 197,2 km

| Pos. | Corridore        | Squadra       | Tempo    |
| ---- | ---------------- | ------------- | -------- |
| 1    | Nacer Bouhanni   | FDJ           | 4h50'00" |
| 2    | Giacomo Nizzolo  | Trek          | s.t.     |
| 3    | Juan José Lobato | Movistar Team | s.t.     |

| Pos. | Corridore        | Squadra    | Tempo    |
| ---- | ---------------- | ---------- | -------- |
| 1    | Nacer Bouhanni   | FDJ        | 4h49'50" |
| 2    | Giacomo Nizzolo  | Trek       | a 4"     |
| 3    | Thomas Sprengers | Vlaanderen | s.t.     |

### 2ª tappa - 1ª semitappa
- 9 aprile: Ancenis > Angers – 88,3 km

| Pos. | Corridore        | Squadra       | Tempo    |
| ---- | ---------------- | ------------- | -------- |
| 1    | Jonas Ahlstrand  | Giant-Shimano | 1h59'40" |
| 2    | Juan José Lobato | Movistar Team | s.t.     |
| 3    | Nacer Bouhanni   | FDJ           | s.t.     |

| Pos. | Corridore        | Squadra       | Tempo    |
| ---- | ---------------- | ------------- | -------- |
| 1    | Nacer Bouhanni   | FDJ           | 6h49'28" |
| 2    | Juan José Lobato | Movistar Team | a 4"     |
| 3    | Giacomo Nizzolo  | Trek          | a 6"     |

### 2ª tappa - 2ª semitappa
- 9 aprile: Angers > Angers (cron. individuale) – 6,8 km

| Pos. | Corridore            | Squadra       | Tempo |
| ---- | -------------------- | ------------- | ----- |
| 1    | Alex Dowsett         | Movistar Team | 8'05" |
| 2    | Rohan Dennis         | Garmin-Sharp  | a 5"  |
| 3    | Ramūnas Navardauskas | Garmin-Sharp  | a 7"  |

| Pos. | Corridore            | Squadra       | Tempo    |
| ---- | -------------------- | ------------- | -------- |
| 1    | Alex Dowsett         | Movistar Team | 6h57'45" |
| 2    | Rohan Dennis         | Garmin-Sharp  | a 5"     |
| 3    | Ramūnas Navardauskas | Garmin-Sharp  | a 7"     |

### 3ª tappa
- 10 aprile: Angers > Pré-en-Pail – 196,2 km

| Pos. | Corridore            | Squadra      | Tempo    |
| ---- | -------------------- | ------------ | -------- |
| 1    | Ramūnas Navardauskas | Garmin-Sharp | 4h58'12" |
| 2    | Julien Simon         | Cofidis      | a 4"     |
| 3    | Anthony Roux         | FDJ          | s.t.     |

| Pos. | Corridore            | Squadra      | Tempo     |
| ---- | -------------------- | ------------ | --------- |
| 1    | Ramūnas Navardauskas | Garmin-Sharp | 11h55'54" |
| 2    | Rohan Dennis         | Garmin-Sharp | a 17"     |
| 3    | Anthony Roux         | FDJ          | a 18"     |

### 4ª tappa
- 11 aprile: Abbaye de l'Epau > La Ferte-Bernard – 184,8 km

| Pos. | Corridore      | Squadra  | Tempo    |
| ---- | -------------- | -------- | -------- |
| 1    | Axel Domont    | AG2R     | 4h32'01" |
| 2    | Angélo Tulik   | Europcar | a 3"     |
| 3    | Anthony Geslin | FDJ      | s.t.     |

| Pos. | Corridore            | Squadra      | Tempo     |
| ---- | -------------------- | ------------ | --------- |
| 1    | Ramūnas Navardauskas | Garmin-Sharp | 16h28'03" |
| 2    | Rohan Dennis         | Garmin-Sharp | a 14"     |
| 3    | Julien Simon         | Cofidis      | a 17"     |

## Classifiche finali

### Classifica generale
| Pos. | Corridore            | Squadra                      | Tempo     |
| ---- | -------------------- | ---------------------------- | --------- |
| 1    | Ramūnas Navardauskas | Garmin-Sharp                 | 16h28'03" |
| 2    | Rohan Dennis         | Garmin-Sharp                 | a 14"     |
| 3    | Julien Simon         | Cofidis                      | a 17"     |
| 4    | Anthony Roux         | FDJ                          | a 18"     |
| 5    | Anthony Delaplace    | Bretagne-Séché Environnement | a 22"     |
| 6    | Arnaud Gérard        | Bretagne-Séché Environnement | s.t.      |
| 7    | Mathias Frank        | IAM Cycling                  | a 27"     |
| 8    | Stephen Cummings     | BMC Racing Team              | a 30"     |
| 9    | Jesus Herrada Lopez  | Movistar Team                | s.t.      |
| 10   | Fabio Felline        | Trek Factory Racing          | a 32"     |